# 釋了中
釋了中（1932年10月28日—2022年3月9日），俗名周志強，法名了中，法號大定，生於江蘇泰州，臺灣佛教比丘，曾任台北善導寺住持、世界佛教僧伽會會長，為玄奘大學創辦人。

## 生平
九歲時，於江蘇泰州北門下河馬莊法華庵（今泰州法華寺）圓成法師門下出家為沙彌。1947年，於南京古林寺受具足戒。曾就讀泰州光孝寺佛學院，南京棲霞佛學院與上海靜安佛學院。因國共內戰，於1949年至台灣，曾依止慈航法師。1953年，以義務兵役，入伍兩年，為台灣佛教出家人服役的先例。
1961年，至日本立正大學留學，於1966年取得文學碩士後返國。1970年，創辦法藏佛學院。1977年，受白聖長老邀請，出任中國佛教會秘書長一職，時間長達十六年。1985年，任台北市華嚴蓮社住持。1987年，任善導寺住持。
1992年，創立中華佛教僧伽會，擔任八年理事長職務。1984年，中華民國教育部核准籌設玄奘大學，由釋了中任創辦人。1987年，玄奘大學開始招生，於2000年任董事長。同年，率團至中華人民共和國南京市靈谷寺，請回玄奘法師頂骨舍利，作為學校鎮山之寶。於台灣籌辦世界佛教僧伽會第七屆大會，獲選為世界僧伽會會長。
用15年時間，募集2億元人民幣，在河南省汝南創辦全亞洲最大的寺院南海禪寺 （页面存档备份，存于），於2006年10月落成。
2022年3月9日圓寂，享耆壽90歲。